# Anáglifo

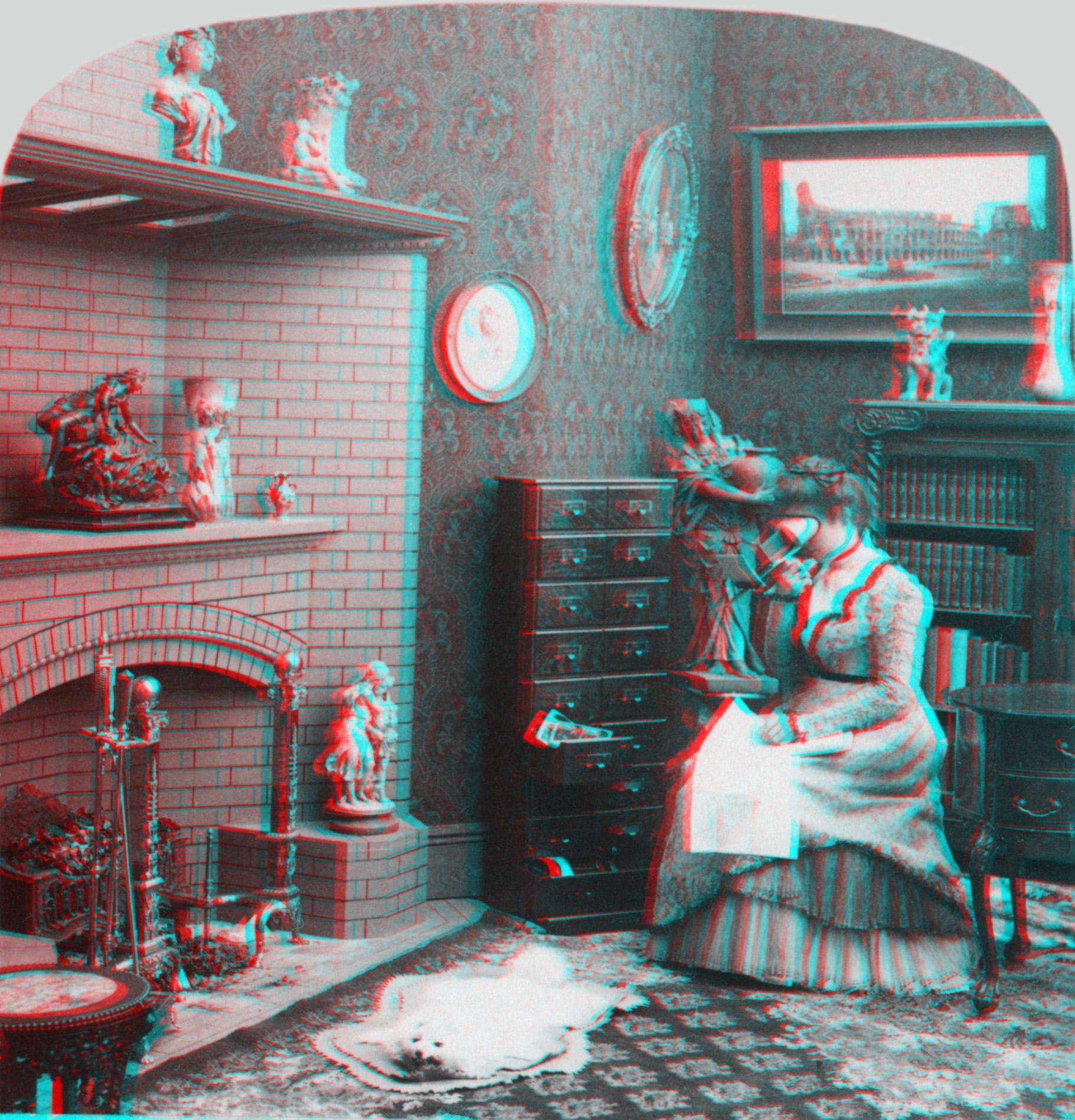
Anáglifo para filtros vermelho (olho esquerdo) e ciano (olho direito).

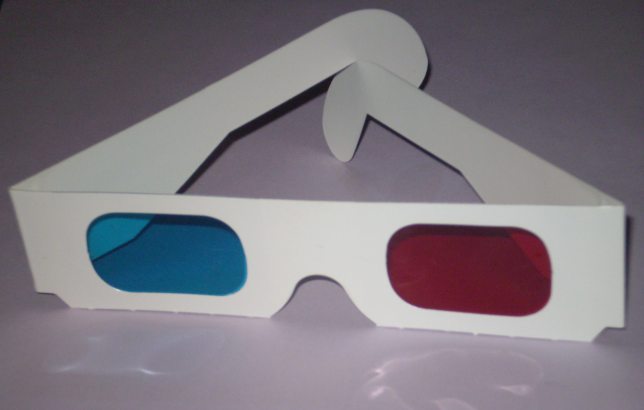
Um filtro para anáglifos em formato de óculos

Anáglifo é uma imagem (ou um vídeo) formatada de maneira especial para fornecer um efeito tridimensional estereoscópico quando visto com óculos de duas cores (cada lente com uma cor diferente). A imagem é formada por duas camadas de cor sobrepostas, mas com uma pequena distância entre as duas para produzir um efeito de profundidade, na mente de quem observa. O processo se dá quando as diferentes imagens são filtradas, uma por cada olho. Quando vista através de um filtro especial (no caso, os óculos), a imagem revela o efeito estereoscópico, parecendo "saltar" do plano em que estão (papel, TV, etc.).
Anáglifos têm sido usados para a apresentação de imagens e vídeos na Internet, CD-ROM, televisão, cinema e até mesmo na mídia impressa. O uso mais comum de filtragem é utilizar o vermelho para o olho esquerdo e o ciano (uma combinação de azul e verde) para o olho direito. No campo das histórias em quadrinhos (ou banda desenhada), a técnica foi usada majoritariamente na década de 1950. Para campos da pesquisa científica ou do desenho industrial, em que a percepção de profundidade é uma facilitadora do entendimento, os anáglifos também têm sido utilizados. Exemplos da NASA incluem algumas das imagens geradas pela Mars Pathfinder e pela missão STEREO. Esta última utilizou dois veículos orbitais para obter imagens tridimensionais do Sol.